# Benildo Romançon
Pierre Romançon, in religione fratel Benildo (Thuret, 14 giugno 1805 – Saugues, 13 agosto 1862), è stato un religioso francese dei Fratelli delle scuole cristiane. Beatificato nel 1948, è stato proclamato santo da papa Paolo VI nel 1967.

## Biografia
Figlio di contadini analfabeti, fu allievo dei lasalliani a Riom e nel 1820 entrò nel noviziato dei Fratelli delle Scuole Cristiane a Clermont-Ferrand, adottando il nome religioso di Benildo. Emise i voti perpetui l'11 settembre 1836.
Lavorò nelle case della congregazione di Aurillac, Moulins, Limoges, Clermont e Billom. Nel 1841 divenne superiore della comunità lasalliana di Saugues: vi fondò una scuola e vi trascorse il resto della sua vita dedicandosi all'istruzione, all'insegnamento del catechismo e alla visita agli ammalati del paese.
Aprì anche una scuola serale per adulti. Il governo francese gli conferì una medaglia d'argento per la sua attività.

## Culto
Morì in fama di santità e la sua tomba, nella chiesa di Saint-Médard a Saugues, divenne meta di pellegrinaggi: il processo diocesano di beatificazione venne introdotto nel 1896 e nel 1928 la Santa Sede decretò l'eroicità delle sue virtù, proclamandolo venerabile.
Fu beatificato il 4 aprile 1948 da papa Pio XII e canonizzato il 29 ottobre 1967 da papa Paolo VI. Fu il primo lasalliano a essere innalzato agli onori degli altari dopo il fondatore, canonizzato nel 1900.
La sua memoria liturgica ricorre il 13 agosto.